# Кастилія-ла-Нуева

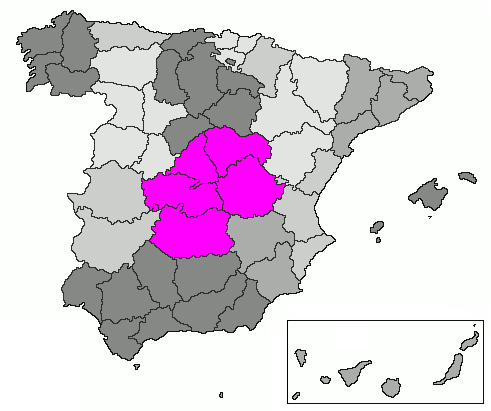
Кастилія-ла-Нуева (1851-1983)

Кастилія-ла-Нуева (ісп. Castilla la Nueva, «Нова Кастилія») - історична область в Іспанії.
Історично Новою Кастилією, на відміну від Старої, стали називати територію, звільнену від арабів у період від взяття Толедо в 1085 році до битви при Лас-Навас-де-Толоса в 1212 році.
У 1833 році, в рамках побудови централізованої держави, королівським декретом Іспанія була розділена на 49 провінцій. До складу області увійшла велика частина королівства Толедо. Спочатку Кастилія-ла-Нуева включала п'ять провінцій: Толедо, Сьюдад-Реаль, Куенка, Гвадалахара та Мадрид. У 1982 році на її території було утворено автономне співтовариство Кастилія-Ла-Манча. Мадрид був виділений в окреме співтовариство, але ще в 1978 році була приєднана провінція Альбасете від регіону Мурсія.